# Carcinoma odontogênico de células claras
O carcinoma odontogênico de células claras (COCC) é um tumor odontogênico maligno raro. É um tumor derivado da lâmina dentária, mas sua origem ainda é incerta: investiga-se que seja um tumor maligno da família de sarcomas.

## Sinais e sintomas
O COCC é caracterizado por crescimento assintomático, mas ocasionalmente pode causar sinais e sintomas como:
- Dor
- Edema
- Hemorragia
- Parestesia
- Pressão e desconforto
- Mobilidade dentária
- Alvéolo que não cicatriza após extração dentária

## Aspectos radiográficos e histológicos

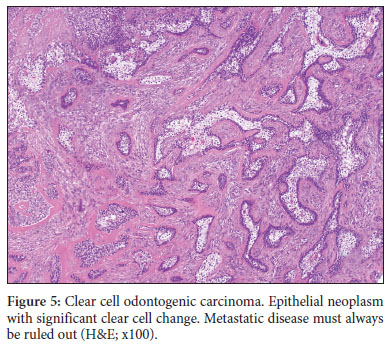
Carcinoma odontogênico de células claras. Observa-se transformação epitelial em células claras. HE, aumento x100.

Radiograficamente, observa-se que o tumor é radiolúcido, uni ou multilocular, de margens irregulares e mal delimitadas, que causa expansão tecidual e reabsorção dentária. Alguns tumores podem apresentar focos radiopacos.
Histologicamente, é um tumor rico em células claras, que possui três variantes:
- Bifásica: a variante mais comum, caracterizada por ilhotas de células claras de bordas bem delimitadas e núcleo central, misturadas a ilhotas menores de células poligonais com citoplasma eosinofílico e núcleo excêntrico na coloração de hematoxilina-eosina, rodeadas por um estroma fibroso[1][2]. Ocasionalmente, esses dois tipos celulares coexistem, numa aparência glomerular, mas normalmente as células claras ocupam a porção central do tumor e as células eosinofílicas estão na periferia[1].
- Monofásica: composta quase que exclusivamente de células claras[2].
- Ameloblástica: composta predominantemente de células colunares semelhantes a ameloblastos na periferia das ilhotas tumorais[2].

As células claras que são características desse tumor são resultado do acúmulo citoplasmático de água, glicogênio, mucopolissacarídeos, mucina e lipídeos, ou de outros materiais que não são tingidos por hematoxilina-eosina. Nesse sentido, teoriza-se que as células são claras porque durante o desenvolvimento dentário, a cavidade oral primitiva é recoberta por ectoderme, que consiste numa camada basal de células cuboidais ou ligeiramente colunares e uma camada superficial de células escamosas, e o citoplasma dessas células é rico em glicogênio. Portanto, essas células claras são consideradas uma representação típica dos restos celulares do estomodeu (cavidade oral primitiva) e da lâmina dentária, o que aponta para sua origem odontogênica.

## Causas
O COCC está relacionado a algumas mutações específicas, como de EWSR1 e ATF1. Sabe-se que mais de 80% dos casos possuem uma translocação de EWSR1 e ATF1. Essa translocação também está relacionada ao carcinoma de células claras hialinizante de glândulas salivares, e considerando que os dois tumores possuem um perfil imuno-histoquímico semelhante, há de considerar a possível correlação entre os dois tumores.

## Epidemiologia
É o quinto tumor odontogênico maligno mais comum. Afeta mais mulheres do que homens (65% dos casos são em mulheres) e pessoas na faixa dos 50 anos de idade. Afeta a mandíbula mais do que maxila, especialmente a região posterior.

## Diagnóstico
O diagnóstico do COCC pode ser feito por exclusão de outras patologias no exame anatomopatológico. Colorações especiais como ácido periódico-Schiff (PAS) e imuno-histoquímica para marcadores como CK19, EMA e CEA podem auxiliar no diagnóstico da lesão.
Diagnósticos diferenciais incluem:
- Tumores metastáticos, especialmente carcinoma de células renais
- Melanoma
- Carcinoma mucoepidermoide intraósseo

## Prognóstico e tratamento
O COCC possui um comportamento atípico para um tumor maligno, sendo aparentemente indolente em cerca de um terço (31%) dos casos, e tendo um longo tempo de duração dos sintomas antes de haver procura por tratamento, variando de alguns meses a muitos anos.
O COCC possui alta taxa de recidiva, com cerca de 47 a 50% dos casos recidivando. A metástase pode ocorrer em cerca de 30% dos casos, principalmente em pulmão (14,5%) e em linfonodos (10,7%).
O tratamento consiste em ressecção cirúrgica total do tumor, com margem de segurança, considerando a alta taxa de recidiva e potencial de metástase. Tratamentos adjuvantes como dissecção de linfonodos, quimioterapia e radioterapia foram utilizados em poucos casos relatados na literatura.